# Aritmetização da análise
A aritmetização da análise foi um programa de pesquisa em fundamentos de matemática realizado na segunda metade do século XIX que visava abolir toda intuição geométrica das demonstrações em análise. Para os seguidores desse programa, os conceitos fundamentais do cálculo também não deveriam fazer referências às ideias de movimento e velocidade. Este ideal foi perseguido por Augustin-Louis Cauchy, Bernard Bolzano, Karl Weierstrass, entre outros, que consideravam que o cálculo de Isaac Newton carecia de rigor.
Bernard Bolzano (1781-1848) foi um matemático, teólogo e filósofo de língua alemã nascido em Praga, na Bohemia, hoje capital da República Tcheca. Sua obra se insere no contexto das grandes transformações por que passaram a matemática e a filosofia no século XIX, em particular com o movimento de aritmetização que transformou a matemática e com a tendência da filosofia a passar de uma abordagem epistemológica, centrada no sujeito cognoscente e num discurso mental e intuitivo que caracterizou o período que vai do cartesianismo ao kantismo, chamado por Foucault (2007) de "época das representações" para uma abordagem semântica. Esta última se caracteriza por ser centrada na necessidade de criação e explicitação de conceitos, de uma revalorização da lógica e nas necessidades de um discurso explícito e público.
A passagem conceitual de uma geometria/física da continuidade para uma aritmética da continuidade, constitui um dos componentes metodológicos do processo de aritmetização da análise, já é um pré-anúncio teórico da ruptura epistemológica que estabelece a aceitação dos números reais como fundamento da Análise na Reta.
O processo de aritmetização da análise, consiste em fundamentar a Análise na Reta na teoria dos números naturais (o que se estende para a análise de funções de várias variáveis, de funções complexas, à teoria das equações diferenciais, à geometria diferencial e até às próprias geometrias euclidiana e não-euclidianas). Esse processo reconstrói geneticamente os números inteiros a partir dos naturais, os racionais a partir dos inteiros, e finalmente os reais a partir dos racionais, sendo que esta última etapa pode ser realizada utilizando-se o método das sequências de Cauchy, ou dos cortes de Dedekind, ou dos intervalos encaixantes, etc. A análise matemática baseada nesses números é chamada hoje de análise real, clássica ou standard. O processo da aritmetização da análise foi, então, um fator importante e determinante na constituição da análise matemática clássica.

## Recepção
Em 1899, o matemático americano James Pierpont a descreveu da seguinte forma:
"Nós todos estamos cientes de um movimento entre nós que Klein muito apropriadamente denominou de aritmetização da análise. Poucos de nós têm muita apreciação sincera por ela, se é que a compreendemos. Parece uma inútil perda de tempo provar pelos trabalhosos métodos ε e δ aquilo que os métodos antigos provam tão satisfatoriamente em poucas palavras. De fato, muitas das coisas que exercitam as mentes daqueles cujos olhos foram abertos na escola de Weierstrass parecem meras manias aos de fora. Do mesmo modo que tentar provar que dois mais dois é igual a quatro!"